# Japanskt vaktelbär
Japanskt vaktelbär (Gaultheria miqueliana) är en växt i familjen ljungväxter. Det växer vilt i östra Asien och Japan.
Den blommar med vita klocklika blommor i maj-juni som senare blir vita bär. Plantan är vintergrön.